# Ђуро Баслер
Ђуро Баслер (Сијековац, 6. март 1917 — Сарајево, 3. фебруар 1990) je југословенски и босанскохерцеговачки историчар, археолог и конзерватор, рођен у Сијековцу код Босанског Брода. У струци је нарочито упамћен по значајним открићима из праисторијског периода и бројним радовима у којима је презентовао резултате својих научних истраживања. Посебно се посвећено бавио научном и стручном валоризацијом културне историје североисточне Босне и постигао међународно признање.

## Биографија
Основну школу похађао је у свом родном граду, гимназију завршио у Славонском Броду, а археологију на Филозофском факултету у Загребу. Оригинално је кренуо да студира архитектуру, али га је рат прекинуо у студијама. Након рата запослио се у Босанском Броду, да би убрзо прешао да ради у Обласном народном одбору у Тузли. Од 1950. до 1959. ради као конзерватор археолошких споменика у сарајевском Заводу за заштиту споменика културе и природних реткости Босне и Херцеговине, а од 1960. као археолог у Земаљском музеју у Сарајеву. У време рада у конзерваторској струци обрадио је и конзервирао низ значајних праисторијских, римских и средњовековних локалитета, као што су касноантичка вила на Могорјелу близу Чапљине (1952—1958), средњовековна некропола у Грборезима код Ливна (1955—1957), касноантичка базилика у Оборцима (1956—1957), илирска некропола у Гостиљу на Скадарском језеру (1957—1958), а проучавао је и илирску градину у Ошанићима код Стоца (1953—1956), где се налазило средиште илирског племена Даорса. Од радова на заштити старих градова посебно су значајни конзерваторски захвати на тврђави у Добоју (1951—1955), Јајцу (1952—1959), Тешњу (1954—1956), Кључу (1954—1956), Врандуку (1955) и Сребренику (1955—1956). У то време обављао је и опсежна рекогносцирања терена у Босни и Херцеговини и тиме знатно допринео упознавању њене археолошке топографије.
Већ у то време бавио се проучавањем остатака из палеолита (1949. открио је прве остатке из тог доба у Босни), но тим раздобљем ће се много интензивније посветити преласком у Земаљски музеј, где је 1960. године основао истраживачки центар за културе палеолита и мезолита. Од тад иницира низ важних ископавања палеолитских налазишта, на пример у долинама севернобосанских река Укрине, Усоре и Босне. На том подручју открио је много станишта из средњег и млађег палеолита. Обимнија ископавања обавио је на Црквини у Макљеновцу (1955—1956), Лушћићу у Кулашима (1958—1962), Високом брду у Љупљаници код Дервенте (1959—1961, 1970-1971), Лонђи у Макљеновцу (1965—1968) и на Кадру код Оџака (1974—1976).
Од посебне важности су његови истраживачки радови у налазишту Бадањ (Столац) код Стоца (од 1976), где је, осим богатих налаза материјалне културе, открио и уметничке гравуре прачовека на стени.
Иако се колегијалним приступом који се памти и поштује у струци залагао за заштиту културно-историјског наслеђа БиХ и целе тадашње Југославије, као искрени локални патриот до краја живота бдио је пре свега над квалитетом и квантитетом грађе која је излазила о историји свог родног краја у северноисточној Босни. По темама које је научно принципијелно и предано обрађивао види се његова приврженост Добоју, Братунцу, Поточанима, и осталим богатим археолошким налазиштима источне Босне. Нека од тих налазишта открио је он сам, и лично водио њихова ископавања. Био је један од покретача и уредника часописа Чланци и грађа за културну историју источне Босне који је излазио од 1957. све до његове смрти.
Ђуро Баслер је савесно држао до своје струке, из целог његовог дела зрачи љубав према археологији. У бројним радовима објављеним у домаћим и иностраним изворницима обрађивао је археолошка и културно-историјска питања од палеолита па све до средњег века. Посебно су важне његове синтезе које се односе на палеолит, на архитектуру касне антике и на херетичку средњовековну уметност у Босни и Херцеговини. Највећи број радова објавио је у часописима: Гласник Земаљског музеја Босне и Херцеговине, Наше старине, Перистил, Археолошки преглед, словеначки Археолошки вестник, Зборник Крајишких музеја, Forschungsberichte zur Ur- und Frühgeschichte, Старине Црне Горе, Архитектура-урбанизам, Eiszeitalter und Gegenwart, Годишњак Педагошке академије у Никшићу, Jahrbuch für Geologie und Paläontologie, Wissenschaftliche Mitteilungen des Bosnisch-herzegowinischen Landesmuseums, Kunst und Stein, Kunst und Geschichte in Südosteuropa, Ungarn-Jahrbuch, Гласник Друштва за науку и умјетност Црне Горе, Жива антика, Годишњак Центра за балканолошка испитивања, Нумизматичар и у публикацији Epoque préhistorique et protohistorique en Yougoslavie.
Баслер је докторирао археологију 1981. године са темом палеолитске културе у подручју Јадрана, на Филозофском факултету у Задру, а пензионисан је 1983. из Земаљског музеја у Сарајеву. Свој живот посвећен научном раду завршио је у истом граду 1990. године, сахрањен је на Градском гробљу у Босанском Броду.

## Избор из библиографије
- Археолошко налазиште Црквина у Макљеновцу код Добоја, римско раздобље, часопис Чланци и грађа за културну историју источне Босне (ČIG) бр. IV, Тузла, 1960.
- Палеолитска налазишта у Босни и Херцеговини, Гласник Земаљског музеја БиХ, 1963.
- Грборези (суаутор Ш. Бешлагић), Сарајево 1964.
- Уломци римске архитектуре у Братунцу, часопис Чланци и грађа за културну историју источне Босне (ČIG) бр. VI, Тузла, 1965.
- Касноантичко доба у Босни и Херцеговини (у: Културна историја Босне и Херцеговине од најстаријих времена до почетка турске владавине), Сарајево 1966.
- Položaj sjevernobosanskog paleolitika u prirodnom ambijentu Wurmskog doba Jugoslavije, часопис Чланци и грађа за културну историју источне Босне (ČIG) бр. VII, Тузла, 1967.
- Крндија у Поточанима – палеолитска станица, часопис Чланци и грађа за културну историју источне Босне (ČIG) бр. VIII, Тузла, 1970.
- Архитектура касноантичког доба у Босни и Херцеговини, Сарајево 1972.
- Стари градови на Мајевици и Требовцу, часопис Чланци и грађа за културну историју источне Босне (ČIG) бр. IX, Тузла, 1972.
- Двије палеолитске станице у долини Укрине, часопис Чланци и грађа за културну историју источне Босне (ČIG) бр. X, Тузла, 1973.
- Орфички елементи у симболици стећака, Добри Пастир, 1975.
- Палеолитско налазиште на Крчевини у Малој Бријесници код Грачанице, часопис Чланци и грађа за културну историју источне Босне(ČIG) бр. XI, Тузла, 1975.
- Палеолитско налазиште Мала градина у Кулашима, часопис Чланци и грађа за културну историју источне Босне (ČIG) бр. XI, Тузла, 1975.
- Црвена стијена, Зборник радова професора и сарадника Педагошке академије у Никшићу, 1975–1976.
- Das Aurignacien in Bosnien (у: L’aurignacien en Europe), Nice 1976.
- Римски металуршки погон и насеље у долини Јапре, Гласник Земаљског музеја БиХ, 1977.
- Paleolitsko i mezolitsko doba (у: Praistorija jugoslavenskih zemalja), Sarajevo, 1979.
- Неки проблеми палеолитика у сјеверној Босни, часопис Чланци и грађа за културну историју источне Босне (ČIG) бр. XIII, Тузла, 1980.
- Пећински цртежи у Братељевцима код Кладња (са мр Јасминко Мулаомеровићеm), часопис Чланци и грађа за културну историју источне Босне (ČIG) бр. XV, Тузла, 1984.
- Палеолитска умјетност у јадранској регији Југославије (докторска дисертација), Херцеговина бр. 4, Мостар, 1984.
- Kršćanska arheologija (књига, тврд повез, 141 страна), издавач: Crkva na kamenu, Mostar, 1986.
- Grad pored rijeke (последње дело). . ISBN 978-86-7529-002-5. Недостаје или је празан параметар |title= (помоћ), Alkion, Bosanski Brod, 1990.

## Footnotes
1. ↑  Објавио је око петсто стручних и научних радова.